# Beniopa
Beniopa és una població del terme municipal de Gandia, situada al nord-oest de la ciutat de Gandia amb la qual forma un sol nucli urbà. Fou municipi independent, amb ajuntament propi, fins al 1965, en què va quedar annexionada a Gandia a conseqüència del creixement urbà i demogràfic de la capital de la Safor.

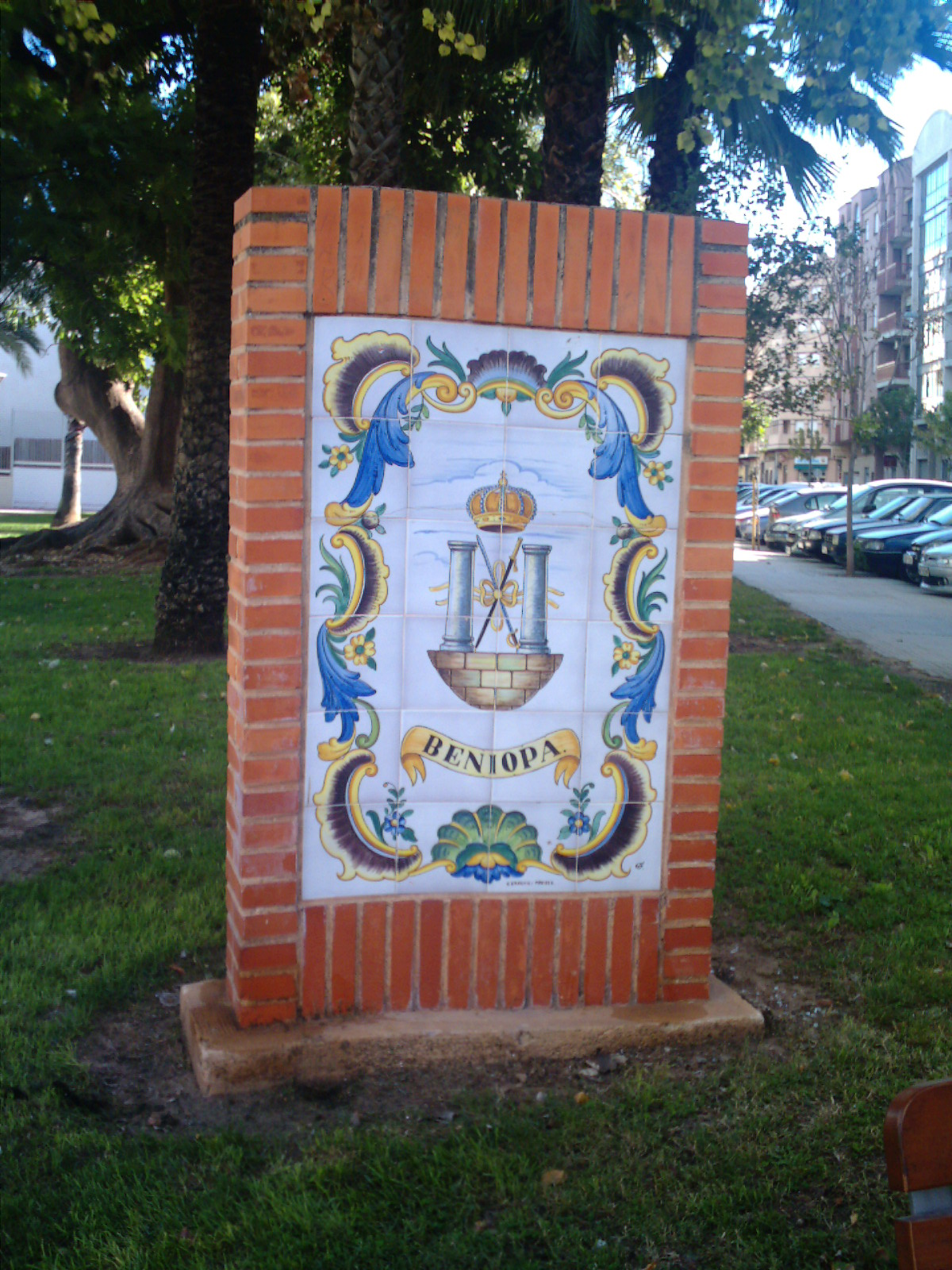
Ceràmica amb l'escut de Beniopa

## Geografia

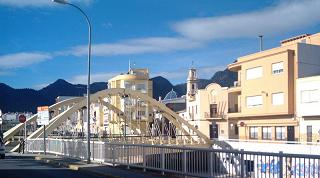
Vista del pont de Beniopa

Està situada a 19 metres d'altitud i ubicada entre el Molló de la Creu (serra Falconera) i al peu de la muntanya del Calvari, la qual forma part de les arrels del sistema del Mondúber. Està travessada pel barranc de Beniopa d'oest a est, el qual separa la població en dos espais urbans (el nucli antic i el barri de la Banyosa, i les Cases Noves i Llarguer). El nucli antic està configurat al voltant de les places major, de la presó i del campanar definint una linea oest-est, paral·lela al barranc, on trobarem el carrer del mig.
La seua font tradicional de riquesa ha estat l'agricultura del treball de l'horta i de la Marjal de Gandia (hortalisses i posteriorment cítrics). Actualment, superades ja les possibilitats econòmiques del seu reduït antic terme municipal —1,24 km², inclòs el nucli urbà— Beniopa abasteix de mà d'obra a les indústries, el comerç i els serveis de Gandia augmentant de forma constant la seua població. En el moment de l'annexió era el poble més poblat de la comarca darrere de les tres grans ciutats (Gandia, Oliva i Tavernes de la Valldigna).
El barranc de Beniopa arreplega les seues aigües de les valls de Marxuquera i del barranc de Borrell, amb poques i temudes avingudes (cal recordar el diluvi de 1905 i la barrancada devastadora de 1987). És també una via pecuària reial.

## Història
La prehistòria de Beniopa deu estudiar-se en funció de l'ambient comarcal que denuncien els immediats jaciments gandians del Parpalló, les Meravelles i Mallaetes, ja que els pocs jaciments en el reduïdíssim terme municipal i la proximitat entre ells fa supondre que els seus més remots pobladors pertanyien a les tribus que habitaven dites coves, amb cultura paleolítica superior molt avançada tècnica i artísticament, com l'estudiada en la cova del Parpalló. Donen fe del Neolític les restes trobades a les coves del Pastor i la coveta de Zacarés, que conté un interessant enterrament col·lectiu.
Recentment s'ha descobert a unes excavacions properes a l'Alqueria de Rubio restes d'una vila romana imperial (segles ii i iii), a més de mostres en nuclis que devien ser habitats, a Gandia, Daimús, Ador, etc., i que deixen vore que esta zona seria densament poblada i amb una agricultura potent, encara que el regadiu gairebé no existira en l'àmbit del municipi. Cal destacar també de la zona de les citades excavacions la troballa d'una important necròpolis visigoda (segles V i VII), amb 50 tombes i uns 200 esquelets, que mostra la potència del nucli habitat.
L'època musulmana, no molt ben coneguda, ha deixat senyals clares i abundants. En primer lloc, la certitud d'un hàbitat, base del poble actual, i que tenia com a nom Bani-Ubba, que podríem traduir per «hereus dels Ubba», nom dels propietaris. En aplegar les tropes cristianes de Jaume el Conqueridor en 1240 i la conquesta de l'immediat castell de Bairén, del qual Beniopa era una alqueria, tenim ja notícies més detallades i exactes: els seus hòmens reberen terres i cases a Beniopa i el seu terme; amb regadiu, unes; de secà, altres. Entre ells n'hi ha de clara procedència oscense- Roda i Estada-. Ha de suposar-se que esta és una de les zones poblades fonamentalment per gens pirenaiques, bé siguen d'Osca, bé lleidatanes. Per primera vegada passa Beniopa a senyoriu quan en 1273 el rei Jaume I fa donació del mateix a l'infant En Pere, segurament com a càstig per la concentració de moros que allí hi era, els quals se'n reuniren en nombre de 2.000. Per eixos mateixos anys els mudèjars de Beniopa se sublevaren protagonitzant un episodi de la tercera revolta del famós senyor mudèjar Al-Azraq, en aquest cas el 1276, i recentment mort aquest, comandats pel fill d'Al-Azraq.

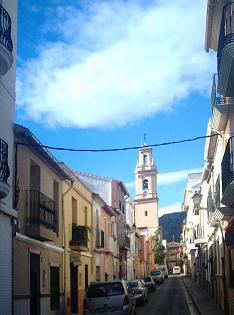
Carrer de l'Església

Però l'infant anava sempre curt de diners i les rendes de Beniopa foren cedides o arrendades nombroses voltes als seus propietaris, fins que a la mort de Jaume I el poble tornà a la corona. Ja rei Pere el Gran es va vore obligat a alienar el senyoriu de Beniopa, fent-ho en aquesta ocasió a favor de Jaume Castella, senyor també de Beniarjó. Ara bé, no degueren vendre tots els drets reals sobre el lloc, ja que la reina Na Constança va rebre per aquells temps la important quantitat de 12.000 sous jaquesos, pagats entre l'aljama de Beniopa i el Consell de Gandia. En 1323 encara quan possiblement continuava el domini dels Castella sobre Beniopa, el rei Jaume el Just fa donació al seu fill Pere, comte de Ribagorça, de Bairén i de Gandia, amb totes les seues pertinences, entre les quals estava la jurisdicció civil i criminal sobre Beniopa que, des d'este punt de vista continua ja unida en avant a la vila gandiana. La població creixia a mesura que la pau s'imposava. Tal volta sofriria els efectes de la guerra amb Castella, quan Pere el Cruel saqueja Gandia i les seues terres, però prompte es reposà i en 1391 existien 101 contribuents de l'impost del morabatí, és a dir, 101 propietaris, nombre que hem de considerar lleugerament inferior al de veïns. A finals d'este mateix segle xiv vegem ja Beniopa en mans d'un altre senyor territorial, ara és la família Gascó la que en 1383 ostentà la possessió del lloc i arrendà a la seua aljama les rendes que pertanyien al senyor. Pel 1420 aplega a Beniopa el cultiu de la canyamel o canya de sucre, el que provoca una veritable revolució econòmica a la Safor, i per esta mateixa època el duc de Gandia havia recuperat ja la possessió del lloc de mans dels Gascó. Però al passar el Ducat a la Corona, per mort del Duc Alfons sense hereus directes i legítims, Beniopa i altres llocs continuaren amb el règim de la jurisdicció senyorial, ja que el duc els havia cedit abans a Hug de Cardona, qui en 1446 aconseguí permís reial per a imposar cises a la població. En 1473 el rei aliena la jurisdicció de Beniopa a favor dels jurats de Gandia, i el lloc passa a formar part de la «Contribució General» de la vila.
La guerra de les Germanies tingué ací la seua repercussió, puix la derrota del bàndol nobiliari, en el qual figurava el duc de Gandia, va fer que els agermanats saquejaren les cases dels moros, partidaris dels nobles, i que obligaren a estos a batejar-se a la força, després de la batalla del Vernissa, pròxima, fet que els transformà així en moriscs. Conseqüència d'açò fou la reorganització eclesiàstica que independitzà a Beniopa a 1535, la va transformar en parròquia i li va donar com a annexes les alqueries d'Alcodar i Benicanena, que desaparegueren a conseqüència de l'expulsió. Recuperat el poder pels Ducs i durant el govern de sant Francesc de Borja i del seu fill Carles, Beniopa va anar creixent com a poble veí, de forma que en els seus trapigs i canyamelars trobaven faena gran part dels seus veïns.
En 1609, vespres de l'expulsió, s'assenyala una població de 136 cases de moriscs, que podríem avaluar en uns 600 habitants i que pràcticament foren tots traslladats a l'Àfrica a conseqüència del decret d'expulsió. L'expulsió repercutí greument en la continuïtat econòmica i demogràfica del poble. En 1646 Beniopa tenia a soles 37 cases habitades i a causa d'aquest descens de mà d'obra va anar abandonant-se el cultiu de la canyamel, que va ser substituït pel de la morera i la vinya. A mesura que creix la població torna el predomini de la canyamel i l'hortalissa —mai desaparegudes—, i a finals del segle xviii Cavanilles assenyala un cens de 373 veïns, veritablement considerable per a l'època.
Durant la guerra del francés destaca Beniopa per la seua ajuda a la resistència contra els invasors, especialment en l'aspecte civil, al transformar el poble, dirigit pel seu rector En Vicent Marín, en abastidor de teles de cànem per a les tropes espanyoles. Este rector fou el que va fer construir, quasi totalment a les seues despeses i des de 1804 a 1837, l'ampla església actual en què hom conservava un orgue i quatre llenços de bona factura procedents del convent de Sant Jeroni de Cotalba. El 1884, de la mateixa manera que a altres poblacions valencianes, el còlera va fer aparició al poble i el resultat va ser traumàtic: cordó sanitari militar, quarantena, llatzaret a l'ermita de Santa Anna, 62 empestats i 36 morts.
El segle xix va vore desaparéixer la canyamel, substituïda totalment per la morera per a criar cucs de seda, i per l'hortalissa. En el segle xx disminuïx el cultiu de l'hortalissa davant la primacia del taronger, encara que el minifundi i les condicions climatològiques permeten la pervivència del costós cultiu primerenc de l'horta. Al segle xx i després de viure els desastres de les primeres dècades i la guerra civil (amb 11 morts violentes al poble i 11 afusellats després de la guerra, a més dels morts al front i als camps d'extermini com el de Mauthausen) Beniopa va haver d'afrontar l'envestida de Gandia que necessitava el seu terme per a créixer. El 1965 un decret del general Franco sentenciava l'expedient d'annexió a Gandia. Este fet i el canvi social i cultural d'un món rural a un món urbà han determinat l'esdevenidor de la població. Des de 1986 compta amb una Junta Municipal del Districte de Beniopa amb representació política de tots els grups municipals representats a l'ajuntament de Gandia i del representants veïnals i de les associacions cíviques.

## Llocs d'interès
Església parroquial de Santa Maria Magdalena (segles XVIII-XIX), neoclàssica i amb pintures i ceràmiques d'interès. Parc periurbà del Calvari, zona d'esbarjo i passeig. Pont penjat de ferro del barranc de Beniopa (1994-95).

## Equipaments públics
Centre Social "Mestre Michavila" (seu de la Junta Municipal del Districte), Centre Cívic "La Quadra", Escola de Música, Biblioteca Pública, col·legis públics Joan Martorell i Montdúver, Poliesportiu Municipal, Residència Juvenil La Safor.

## Gastronomia
La principal base gastronòmica és l'arròs: paella, en cassola al forn, caldós, i melós. Però la cuina és d'horta, amb gran profusió de verdures, amb carn o peix. Alguns plats especials serien: les coques de recapte al forn, bonyítol al forn, calamars farcits, o conill amb gambes. I els tradicionals dolços del cicle anual: pastissets de Nadal, coca de mida, reganyà i braç de gitano.

## Festes

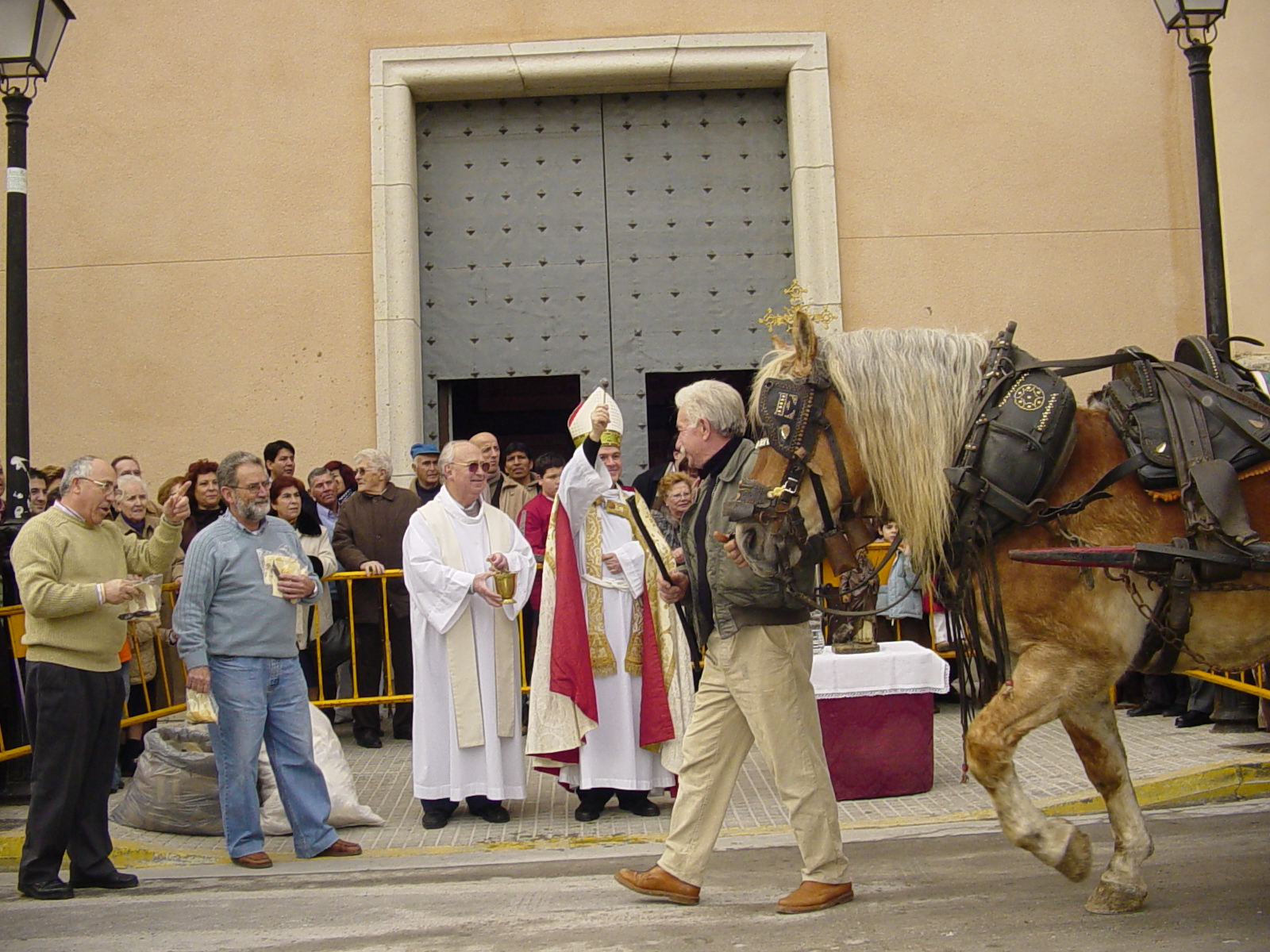
Festa de Sant Antoni a Beniopa

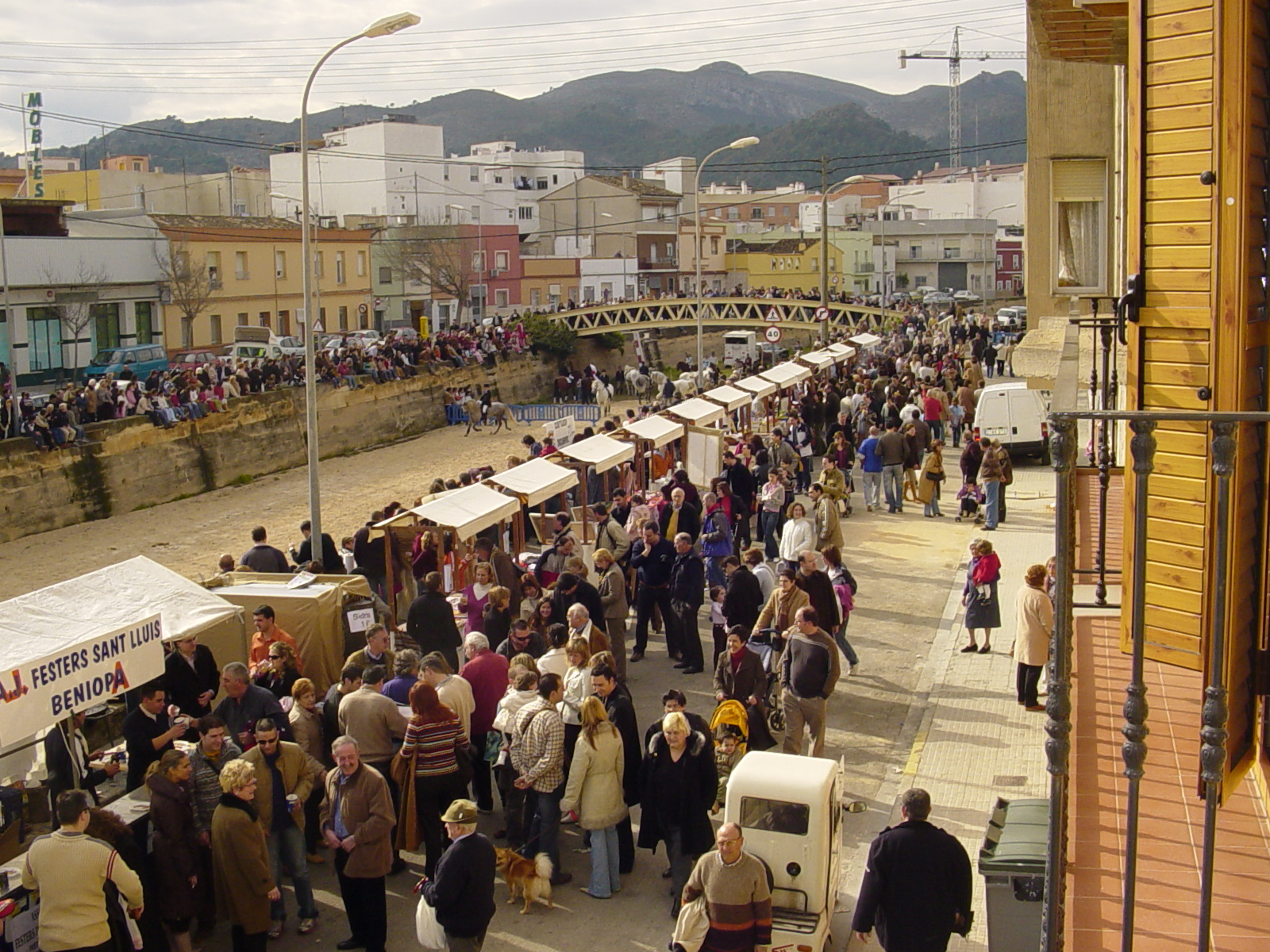
Porrat de Sant Antoni al barranc de Beniopa

Festes patronals del 21 al 25 de juliol a càrrec de comissions d'hòmens o dones, fadrins o casats i matrimonis. Destaquen les processons del dia de la Magdalena i del Crist de l'Empar, i els castells al barranc. Com a singularitat cal destacar que a la processó de la patrona ixen vestides de magdalenes penitents moltes dones de la població en acte de promesa o penitència. Al gener i al voltant del dia de Sant Antoni s'efectua revetla de foc, porrat i benedicció d'animals. Festes de Falles i processó de palmes a la setmana santa.

## Personatges destacats
De l'època musulmana el savi Ibrahim, al segle xx, el mestre Joaquim Michavila, el poeta camil Francesc M. Miret, i el guitarrista i concertista Salvador Garcia "Panxa-verda". Contemporàniament, els escriptors Josep Piera i Ferran Garcia-Oliver.

## Vida associativa
Associació de Veïns de Beniopa, Falla de Beniopa, Germandat de l'Entrada de Jesús a Jerusalem, Associació del Centre Musical de Beniopa, Unió Deportiva Beniopa (futbol), Penya Ciclista de Beniopa, Penya de Carreters Montdúver, Associació de Caça Montdúver.

## Altres aspectes
El poble conserva una riquesa cultural i lingüística estimable. Cal ressenyar que va ser visitat per Manuel Sanchis Guarner i Francesc de Borja Moll pels anys trenta i fruit d'eixe treball el trobem a l'obra Els pobles valencians parlen els uns dels altres. Manté la particularitat lingüística de no parlar apitxat com la resta de la ciutat de Gandia, tot i que aquest aspecte es troba en franc retrocés. Existeix també —provinent del món rural hui ja quasi desaparegut— una notable afició pels cavalls de treball, materialitzada en les competicions de tir i arrossegament de cavalls. Així mateix destaca la tradició per la pilota valenciana, encara que la proximitat als trinquets de Gandia l'ha desplaçada dels carrers del poble.